# Antonio Bolio
Antonio Bolio fue un militar novohispano, nacido y fallecido en Mérida, Yucatán, actualmente México, en el siglo XVIII. Fue teniente de rey interino de la plaza de Campeche y ejerció el cargo de comandante militar regional, por ausencia del gobernador Benito Pérez Valdelomar cuando este fue promovido al virreinato de Santa Fe de Bogotá el año de 1811.  
Antonio Bolio se encargó del mando militar de la provincia de Yucatán desde el 26 de agosto de 1811 hasta el 8 de enero de 1812 en que dicho cargo fue asumido por Miguel de Castro y Araoz nombrado teniente de rey propietario de la mencionada plaza de Campeche.
En el periodo señalado el mando político estuvo a cargo de Justo Serrano y entre ambos ejercieron en ese lapso la gubernatura de la provincia que ya se manifestaba en favor de su independencia del imperio español, independencia que habría de ser consumada años después, en 1821, al mismo tiempo que en el resto del territorio del virreinato de la Nueva España para convertirse en la nación mexicana.